# Viols-en-Laval

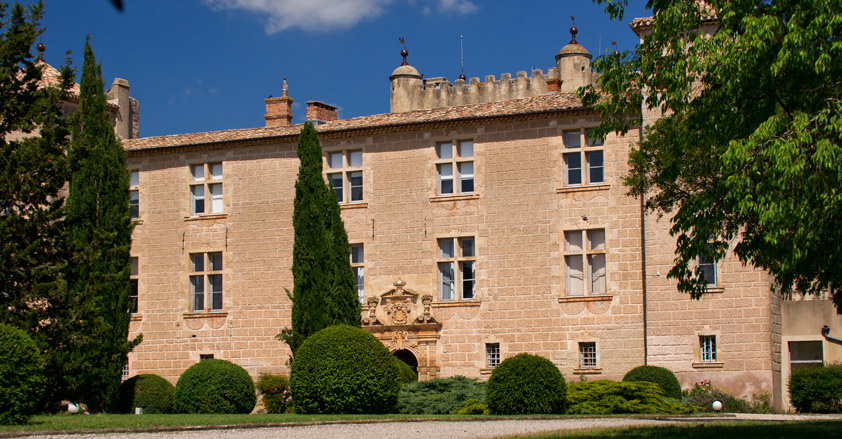

Viols-en-Laval is een gemeente in het Franse departement Hérault (regio Occitanie) en telt 189 inwoners (2004). De plaats maakt deel uit van het arrondissement Lodève.

## Geografie
De oppervlakte van Viols-en-Laval bedraagt 16,4 km², de bevolkingsdichtheid is 11,5 inwoners per km².
De onderstaande kaart toont de ligging van Viols-en-Laval met de belangrijkste infrastructuur en aangrenzende gemeenten.

## Demografie
Onderstaande figuur toont het verloop van het inwonertal (bron: INSEE-tellingen).
1. ↑  Populations de référence 2022.